# 混合酸化剤
混合酸化剤溶液（こんごうさんかざいようえき）は、消毒、 殺菌 、水中の病原微生物の除去、その他多くの用途で使用される消毒剤の一種である。
水の消毒に混合酸化剤溶液を使用する場合、次亜塩素酸ナトリウム、次亜塩素酸カルシウム、 塩素ガス、 オゾン処理などの他の方法と比較して、高い消毒力、水中の安定した残留塩素、味の改善などの様々な利点がある。
脱臭やバイオフィルムの除去などの効果もあり、安全性も高いとされている。
混合酸化剤溶液は、塩化ナトリウム水溶液を電気分解することで消毒化合物の混合物として生成する。主な成分は、塩素及びその誘導体であるClO- HClOおよびCl2溶液である。
また、大量の二酸化塩素（ClO2）、溶存オゾン 、過酸化水素 （H2O2）、 酸素が含まれている。このため、混合酸化剤と呼ばれる。 